# Hilarion Thans

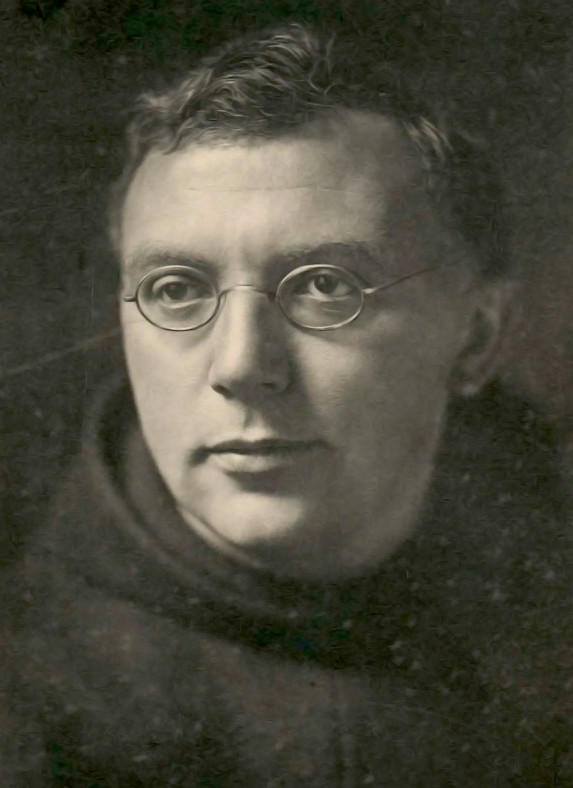
Hilarion Thans

Hilarion Antonius Thans (Maastricht 12 januari 1884 - Smeermaas, Lanaken, 10 januari 1963) was een franciscaan en Vlaams schrijver.

## Biografie
Hij trad toe tot de orde van de franciscanen waar hij een tijdje in kloosters te Sint-Truiden en Mechelen verbleef. In augustus 1914 meldde hij zich als vrijwilliger bij het Belgisch leger maar werd afgekeurd.

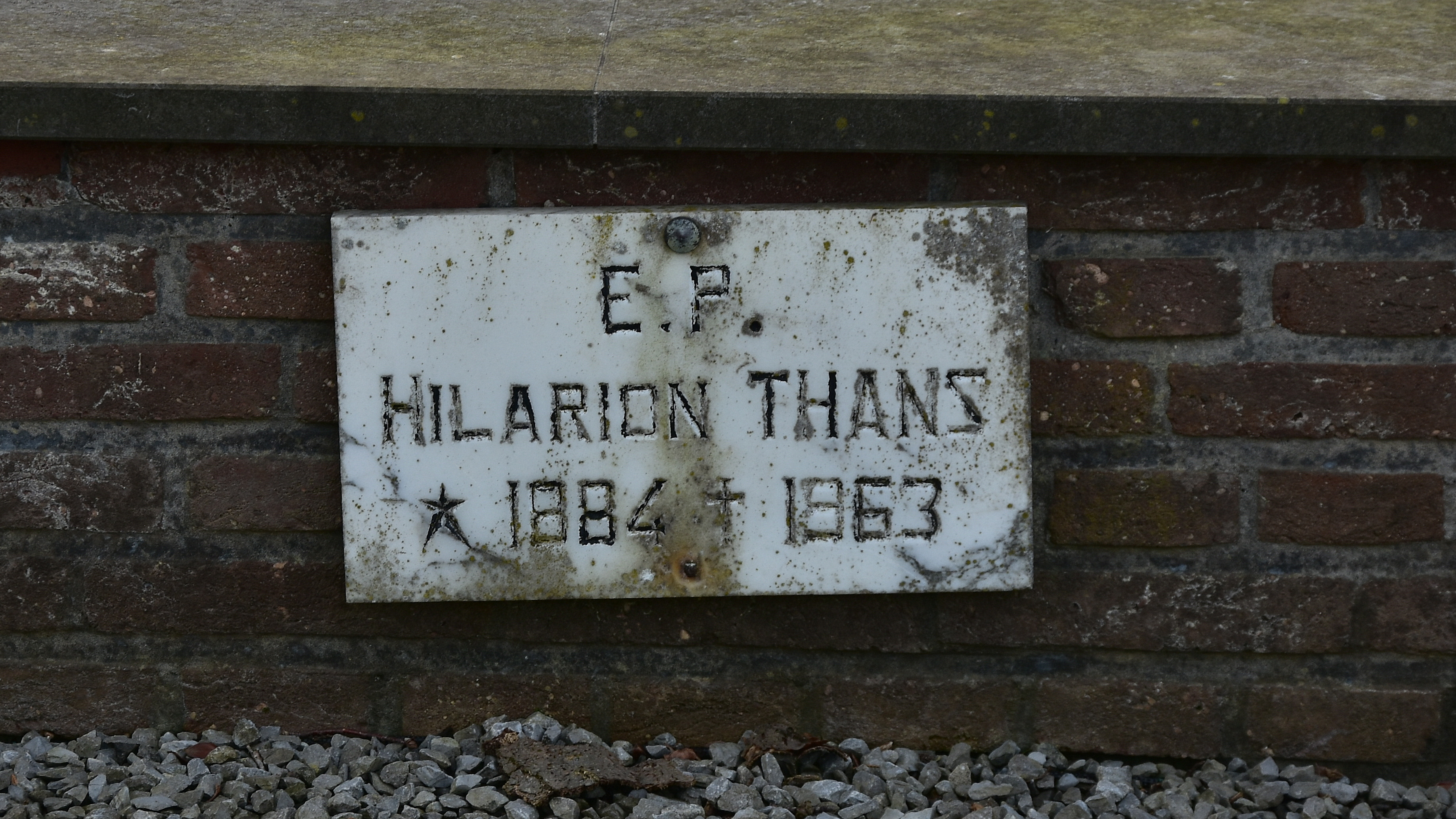
Het graf van Hilarion Thans op de begraafplaats te Rekem

Tijdens de Eerste Wereldoorlog publiceerde hij de dichtbundel Lilas blancs waarin hij voor de terugkeer van de Belgische vorst Albert I pleitte.  Dit had tot gevolg dat de Duitse bezetter hem op 20 oktober 1916 ondervroeg. Thans, die intussen was overgeplaatst naar Rekem, zag zijn bundels Lilas blancs meegenomen worden. Op 6 november haalden ze hem uit de klas. Hij liep de kans om veroordeeld te worden tot een boete van 1000 mark en een jaar celstraf in Duitsland. Thans besloot om via Smeermaas en de kelder van de pastorie aan de Maas daar naar Nederland te ontkomen. Ook Smeermaas was afgesloten door de Doodendraad. Het lukte hem op 13 december 1916. Zijn vlucht door de rioolbuis vanuit de kelder van de pastorie beschrijft hij uitvoerig in zijn boek Mijn oorlog, voor het eerst uitgegeven in 1921.
Via het neutrale Nederland, kwam hij in Engeland terecht. Hij meldde zich als vrijwilliger en belandde als verpleger in het oorlogshospitaal van Cabour in Adinkerke. Op 14 oktober 1918 werd hij gepromoveerd tot aalmoezenier in Porte de Gravelines in Calais, waarnaar hij in de vroege ochtend van 19 oktober vertrok. Zijn nieuwe opdracht om de massale doden – vooral door de Spaanse griep – te begraven, bleef hij tot na de wapenstilstand volhouden. Pas op 9 december mocht hij op verlof naar zijn klooster en het huis van zijn vader. Daarna keerde hij terug ‘tot de laatste zieke werd verdragen, of genezen heenging’.In die periode schreef hij ook enkele artikels in De Belgische Standaard.
Na de oorlog werd hij leraar te Rekem (Limburg). Hier werd er een straat naar hem vernoemd, de Hilarion Thanslaan. Hij schreef nog verschillende boeken.